# 特熱比奇縣

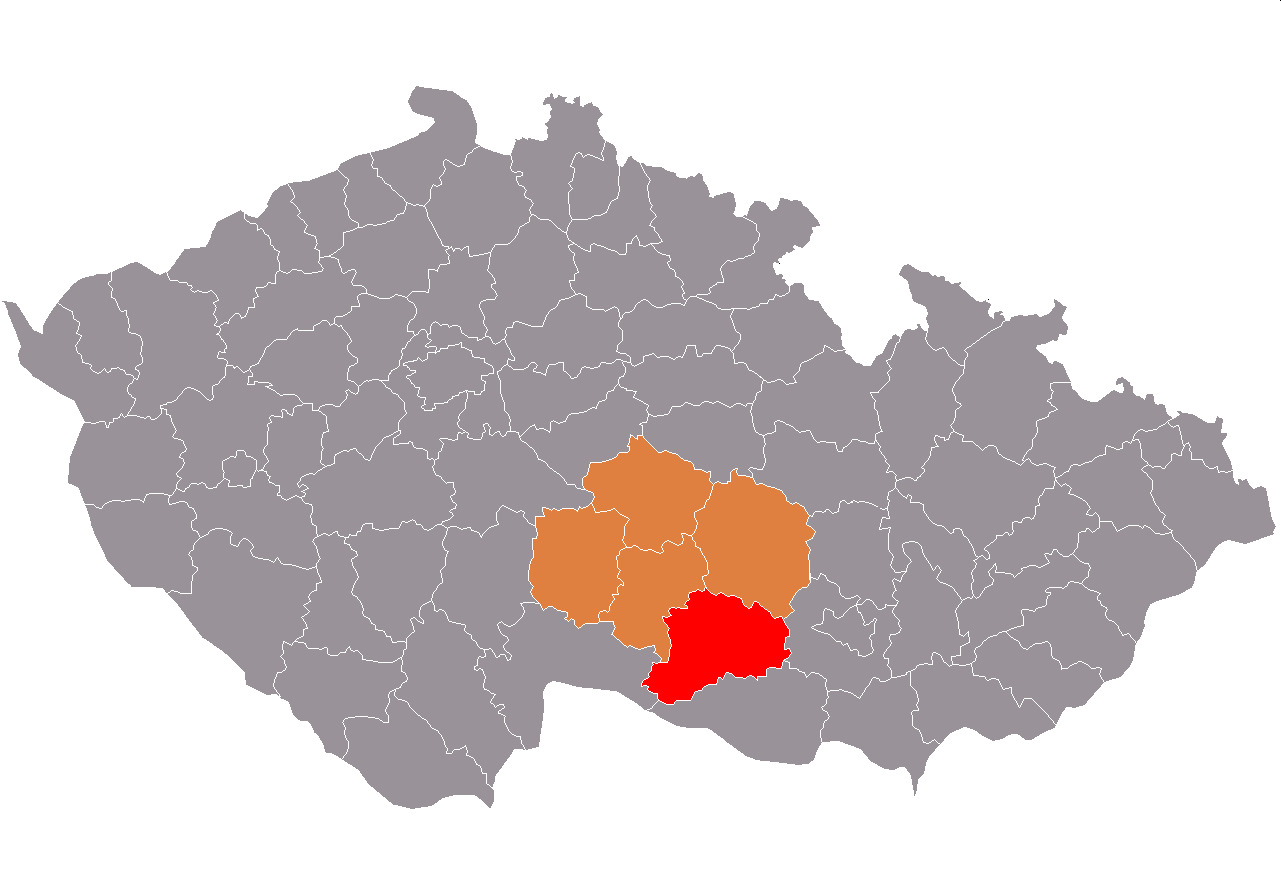

49°13′12″N 15°52′40″E / 49.22000°N 15.87778°E
特熱比奇縣（捷克語：Okres Třebíč），是捷克的縣份，位於該國中部，由維索基納州負責管轄，首府設於特热比奇，面積1,463平方公里，2012年人口13,330，人口密度每平方公里77人。